# Liste von Kraftwerken in Brasilien
Die Kraftwerke in Brasilien werden sowohl auf einer Karte als auch in Tabellen (mit Kennzahlen) dargestellt. Die Liste ist nicht vollständig.

## Installierte Leistung und Jahreserzeugung
Im Jahre 2012 lag Brasilien bezüglich der jährlichen Erzeugung mit 537,6 TWh an Stelle 10 und bezüglich der installierten Leistung mit 121,7 GW an Stelle 11 in der Welt.
| Alto Sertão |

| Angra |

| Araucária |

| BLS |

| Belo Monte |

| Camaçari |

| Candiota |

| Cuiaba |

| FG |

| Fortaleza |

| Hermenegildo |

| Ilha Solteira |

| Itaipú |

| Itumbiara |

| Jirau |

| Jorge Lacerda |

| LB |

| Macae |

| NF |

| Paulo Afonso |

| Pecém |

| Pernambuco |

| Porto do Itaqui |

| SC |

| Santo Antônio |

| Teles Pires |

| Termoaçu |

| Termo Norte |

| Tucuruí |

| Uruguaiana |

| Xingó |

## Kalorische Kraftwerke
Laut der Associação Brasileira de Distribuidores de Energia Elétrica (ABRADEE) lag die installierte Leistung der kalorischen Kraftwerke im Jahr 2015 bei 38.372 MW. In der Tabelle sind nur Kraftwerke mit einer installierten Leistung > 300 MW aufgeführt.
| Name des Kraftwerks   | Inst. Leistung (MW) | Brennstoff            | Status     |
| --------------------- | ------------------- | --------------------- | ---------- |
| Araucária             | 484                 | GuD                   | in Betrieb |
| Barbosa Lima Sobrinho | 384                 | Erdgas                | in Betrieb |
| Camaçari              | 346                 | Erdgas                | in Betrieb |
| Candiota              | 796                 | Kohle                 | in Betrieb |
| Cuiaba                | 480                 | GuD                   | in Betrieb |
| Fernando Gasparian    | 1.040               | GuD                   | in Betrieb |
| Fortaleza             | 346                 | GuD                   | in Betrieb |
| Jorge Lacerda         | 857                 | Kohle                 | in Betrieb |
| Leonel Brizola        | 1.058               | GuD                   | in Betrieb |
| Macae                 | 920                 | Erdgas                | in Betrieb |
| Norte Fluminense      | 780                 | GuD                   | in Betrieb |
| Pecém                 | 1.080               | Kohle                 | in Betrieb |
| Pernambuco            | 520                 | GuD                   | in Betrieb |
| Porto do Itaqui       | 360                 | Kohle                 | in Betrieb |
| Santa Cruz            | 2.134               | GuD, Erdgas, Schweröl | in Betrieb |
| Termoaçu              | 342                 | Erdgas                | in Betrieb |
| Termo Norte           | 360                 | GuD                   | in Betrieb |
| ThyssenKrupp CSA      | 490                 | GuD                   | in Betrieb |
| Uruguaiana            | 520                 | GuD                   | in Betrieb |

## Kernkraftwerke
| Name des Kraftwerks | Block   | Inst. Leistung (MW) | Typ                | Status     |
| ------------------- | ------- | ------------------- | ------------------ | ---------- |
| Angra               | 1 bis 2 | 1.990               | Druckwasserreaktor | in Betrieb |

## Wasserkraftwerke
Laut ABRADEE gibt es in Brasilien 201 Wasserkraftwerke mit einer installierten Leistung > 30 MW, deren Gesamtleistung im Jahr 2015 bei 84.703 MW lag. Des Weiteren gibt es noch 476 Wasserkraftwerke mit einer Leistung zwischen 1 und 30 MW sowie 496 Kleinstwasserkraftwerke mit einer Leistung < 1 MW. In der Tabelle sind die nach installierter Leistung 10 größten Wasserkraftwerke aufgeführt.
| Name des Kraftwerks | Inst. Leistung (MW) | Fluss         | Status     |
| ------------------- | ------------------- | ------------- | ---------- |
| Belo Monte          | 11.233              | Xingu         | in Bau     |
| Ilha Solteira       | 3.444               | Paraná        | in Betrieb |
| Itaipú              | 14.000              | Paraná        | in Betrieb |
| Itumbiara           | 2.082               | Paranaíba     | in Betrieb |
| Jirau               | 3.750               | Madeira       | in Bau     |
| Paulo Afonso        | 4.280               | São Francisco | in Betrieb |
| Santo Antônio       | 3.580               | Madeira       | in Betrieb |
| Teles Pires         | 1.820               | Teles Pires   | in Betrieb |
| Tucuruí             | 8.370               | Tocantins     | in Betrieb |
| Xingó               | 3.162               | São Francisco | in Betrieb |

## Windparks
In Brasilien waren Ende 2020 Windkraftanlagen (WKA) mit einer Gesamtleistung von 17.750 MW in Betrieb (2017: 12.763 MW, 2018: 14.707 MW, 2019: 15.452 MW). Im August 2018 waren in Brasilien 558 Windparks erfasst (z. T. handelt es sich dabei aber entweder um einzelne WKA oder um geplante Windparks), Mitte 2020 waren es 637 Windparks und 7.738 Windkraftanlagen. Sie lieferten 9,3 % des brasilianischen Strombedarfs.
| Name des Windparks | Inst. Leistung (MW) | Anzahl | Status     |
| ------------------ | ------------------- | ------ | ---------- |
| Alto Sertão        | 386                 |        | in Betrieb |
| Hermenegildo       | 171                 | 101    | in Betrieb |